# Северо-Покачёвское нефтяное месторождение
Северо-Покачевское — нефтяное месторождение в России. Расположено в Ханты-Мансийском автономном округе, в 120 км к северо-западу от г. Нижневартовск, к востоку от озера Имнлор. Открыто в 1980 году. Освоение началось в 1995 году.
Запасы нефти составляет 76 млн тонн. Плотность нефти составляет 0,834 г/см3 или 38° API. Содержание серы составляет 0,78 %.
Месторождение относится к Западно-Сибирской провинции.
Оператором месторождение является российская нефтяная компания Лукойл. Добыча нефти на месторождении в 2009 г. — составила 0,898 млн тонн.